# Night Fever
"Night Fever" là một bài hát nhạc disco do ban nhạc Bee Gees viết và trình diễn. Bài hát xuất hiện đầu tiên trong nhạc phim Saturday Night Fever. Đạo diễn Robert Stigwood muốn đặt tên phim là Saturday Night, nhưng ca sĩ Robin Gibb tỏ ý không thích tựa này. Stigwood cũng thích tiêu đề Night Fever hơn và mặc dù lo lắng về việc quảng cáo phim, đã đổi tên phim thành Saturday Night Fever cho phù hợp với bài hát.
Mặt B của đĩa đơn này là một phiên bản hát trực tiếp của bài "Down the Road" năm 1977, đã phát hành trong album Here at Last... Bee Gees... Live.

## Cảm hứng và sáng tác
Khi người quản lý của Bee Gees khi đó là Robert Stigwood đang sản xuất một bộ phim về một sân khấu disco tại New York, bộ phim khi đó mang tên Saturday Night. Stigwood muốn ban nhạc sáng tác một bài hát sử dụng tiêu đề đó, nhưng ban nhạc Bee Gees không thích ý tưởng này. Họ đã sáng tác sẵn một bài hát có tên là Night Fever, vì vậy họ đã thuyết phục Stigwood sử dụng bài hát đó và thay đổi tiêu đề bộ phim thành Saturday Night Fever.
Phần mở đầu của ca khúc Night Fever được lấy cảm hứng từ "Theme from A Summer Place" bởi Percy Faith, theo như nghệ sĩ chơi đàn phím Blue Weaver khi anh ấy đang biểu diễn Theme from A Summer Place vào một buổi sáng ở trong phòng thu và Barry Gibb bước vào và nảy ra ý tưởng về một bài hát mới.. Theo như Weaver giải thích lịch sử đằng sau bài hát:
...'Night Fever' đã được tạo ra vì Barry đã vào phòng thu của tôi vào một buổi sáng. Tôi luôn muốn tạo ra một phiên bản disco của Theme from A Summer Place của the Percy Faith Orchestra hoặc gì đó - nó là một trong những bài nhạc nổi tiếng của thập niên 60. Tôi đang chơi bài hát ấy, và Barry nói, 'Bài hát gì vậy?' rồi tôi trả lời, 'Theme from A Summer Place', nhưng Barry nói, 'Không, không phải đâu'. Đó là một điều mới. Barry đã tìm ra ý tưởng - tôi đang chơi nó trên một synthesizer và hát một đoạn riff trên đó.— Blue Weaver

Barry Gibb, Robin Gibb and Maurice Gibb đã sáng tác lời Night Fever khi đang ngồi trên một chiếc cầu thang (gợi nhớ đến bản hit quốc tế đầu tiên của họ New York Mining Disaster 1941 cũng được sáng tác trên một chiếc cầu thang).

## Sản xuất
- Barry Gibb — hát chính, hát bè và hát nền
- Robin Gibb — hát bè và hát nền
- Maurice Gibb — bass, hát bè và hát nền
- Alan Kendall — guitar điện
- Blue Weaver — keyboards, synthesizer, piano
- Dennis Bryon — trống
- Joe Lala — bộ gõ